# Krasiczyn

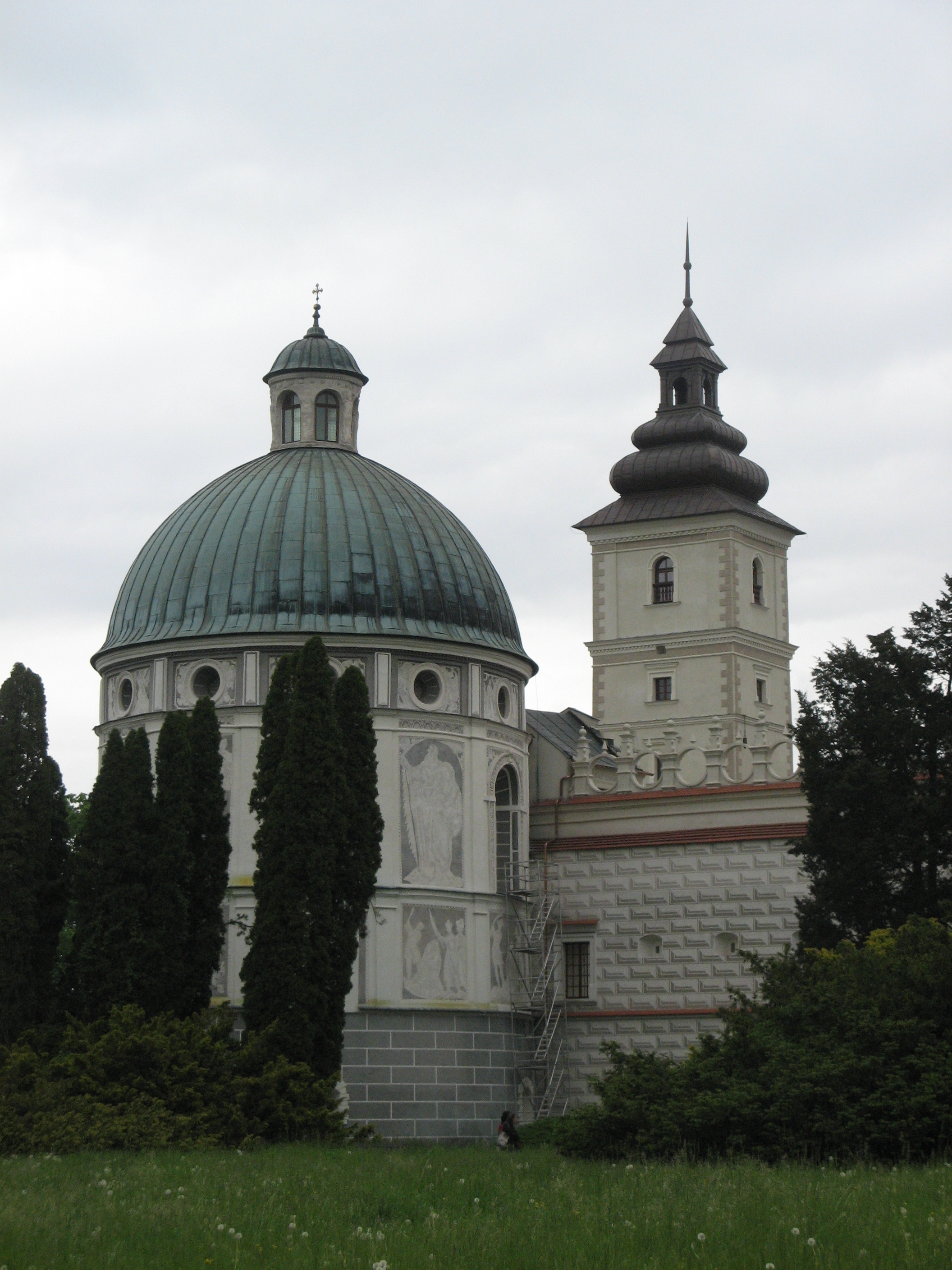
Krasiczyn.

Krasiczyn is een dorp in de Poolse woiwodschap Subkarpaten. De plaats maakt deel uit van de gemeente Krasiczyn en telt 440 inwoners.

## Kasteel
In Krasiczyn staat het Krasickikasteel, een kasteel uit de renaissance dat gebouwd werd voor Stanisław Sieciński, stamvader van het geslacht Krasicki door Galleazzo Appiani. 
Prins Adam Stefan Sapieha en prins Władysław Leon (betovergrootvader van Koningin Mathilde) werden in dit paleis geboren.